# 5.2-es vízibusz (Velence)
A velencei 5.2-es jelzésű vízibusz a Lidóról indul és a városközpont körül közlekedik, párban az 5.1-es járattal, mely ellentétes irányban közlekedik. A viszonylatot az ACTV üzemelteti.

## Története
Az 5.2-es vízibusz a kezdetektől a Lidót köti össze a belvárossal. Körjáratként közlekedik, a Lidóról indulva megkerülve a főszigete. Mivel ez két irányban lehetséges, ezért a két irányt a járatok számozásával különböztetik meg. Az óramutató járásával ellenkezően az 5.1-es, ellentétes irányban az 5.2-es járt. Indulása óta a járat útvonala nem változott.
A járat előzménye a régi 52-es volt, ennek egyszerű átszámozásával indult az 5.2-es.
Az 5.2-es járat története:
| Időszak     | Járat- szám | Megállók |
| ----------- | ----------- | --- |
| 1978 – 1983 | 5           | Riva degli Schiavoni – Tana – Celestia – Ospedale Civile – Fondamente Nuove – Isola San Michele – Murano (Navagrero) – Murano (Museo) – Murano (Fondamenta Venier) – Murano (Serenella) – Murano (Navagero) – Murano (Faro) – Murano (Colonna) – Isola San Michele – Fondamente Nuove – Madonna dell’Orto – San Alvise – Ponte Tre Archi – Ponte Guglie – Ferrovia – Piazzale Roma – Zattere – Santa Eufemia – Redentore – Ostello – San Giorgio Maggiore – Riva degli Schiavoni |
| 1984 – 1995 | 5           | Riva degli Schiavoni – Tana – Celestia – Ospedale Civile – Fondamente Nuove – Isola San Michele – Murano (Navagrero) – Murano (Museo) – Murano (Fondamenta Venier) – Murano (Serenella) – Murano (Navagero) – Murano (Faro) – Murano (Colonna) – Isola San Michele – Fondamente Nuove – Madonna dell’Orto – San Alvise – Ponte Tre Archi – Ponte Guglie – Ferrovia – Piazzale Roma – Zattere – Santa Eufemia – Redentore – Ostello – San Giorgio Maggiore – Riva degli Schiavoni |
| 1984 – 1995 | 5/          | Riva degli Schiavoni – Sant’Elena – Murano (Navagrero) – Murano (Museo) – Murano (Fondamenta Venier) – Murano (Serenella) – Murano (Navagero) – Murano (Faro) – Murano (Colonna) – Ponte Tre Archi – Ponte Guglie – Ferrovia – Piazzale Roma – Tronchetto A (1991-től) – Tronchetto B (1991-től) |
| 1996 – 1998 | 23          | San Zaccaria (Iolanda) – Tana – Celestia – Ospedale Civile – Fondamente Nuove – Cimitero – Murano (Navagero) – Murano (Faro) – Murano (Colonna) – Cimitero – Fondamente Nove – Ospedale Civile – Celestia – Tana – San Zaccaria (Iolanda) (Csak ebben az irányban) |
| 1996 – 1998 | 52 verde    | Lido (Santa Maria Elisabetta) – Sant’Elena – Giardini Biennale – San Zaccharia (Iolanda) – Zattere – Santa Marta – Piazzale Roma – Ferrovia (Bar Roma) – Ponte di Guglie – Ponte di Tre Archi – San Alvise – Madonna dell’Orto – Fondamente Nove – Cimitero – Murano (Colonna) – Murano (Serenella) – Murano (Fondamenta Vernier) – Murano (Museo) – Murano (Navagero) – Murano (Faro) – Murano (Colonna) – Cimitero – Fondamente Nove – Madonna dell’Orto – San Alvise – Ponte di Tre Archi – Ponte di Guglie – Ferrovia (Bar Roma) – Piazzale Roma – Santa Marta – Zattere – San Zaccaria (Iolanda) – Giardini Biennale – Sant’Elena – Lido (Santa Maria Elisabetta) (Csak ebben az irányban) |
| 1996 – 1998 | 52 viola    | Piazzale Roma (Santa Chiara) – Sacca Fisola – Sant’Eufemia – Zitelle – San Zaccaria (Iolanda) – Tana – Celestia – Ospedale Civile – Fondamente Nove – Cimitero – Murano (Colonna) – Murano (Serenella) – Murano (Fondamenta Vernier) – Murano (Museo) – Murano (Navagero) – Murano (Faro) – Murano (Colonna) – Fondamente Nove – Ospedale Civile – Celstia – Tana – San Zaccaria (Iolanda) – Zitelle – Sant’Eufemia – Sacca Fisola – Piazzale Roma (Santa Chiara) (csak ebben az irányban) |
| 1999 – 2011 | 51          | Lido (Santa Maria Elisabetta) – San Pietro – Bacini – Celestia – Ospedale Civile – Fondamente Nove – Madonna dell’Orto – San Alvise – Ponte di Tre Archi – Ponte di Guglie – Ferrovia (Santa Lucia) – Piazzale Roma (Parisi) – Santa Marta – Zattere – San Zaccharia (Danieli) – Giardini Biennale – Sant’Elena – Lido (Santa Maria Elisabetta) (Csak ebben az irányban) |
| 1999 – 2011 | 52          | Lido (Santa Maria Elisabetta) – Sant’Elena – Giardini Biennale – San Zaccharia (Danieli) – Zattere – Santa Marta – Piazzale Roma (Parisi) – Ferrovia (Santa Lucia) – Ponte di Guglie – Ponte di Tre Archi – San Alvise – Madonna dell’Orto – Fondamente Nove – Ospedale Civile – Celestia – Bacini – San Pietro – Lido (Santa Maria Elisabetta) (Csak ebben az irányban) |
| 2011 – 2015 | 5.2         | Lido (Santa Maria Elisabetta) – San Pietro di Castello – Bacini – Celestia – Ospedale – Fondamente Nove – Orto – San Alvise – Tre Archi – Guglie – Riva di Biasio – Ferrovia (Santa Lucia) – Piazzale Roma (Parisi) – Santa Marta – Zattere – San Zaccharia (Danieli) – Giardini – Sant’Elena – Lido (Santa Maria Elisabetta) (Csak ebben az irányban) |
| 2011 – 2015 | 5.2         | Lido (Santa Maria Elisabetta) – Sant’Elena – Giardini – San Zaccharia (Jolanda) – Zattere – Santa Marta – Piazzale Roma (Scomenzera) – Ferrovia (Bar Roma) – Riva di Biasio – Guglie – Tre Archi – San Alvise – Orto – Fondamente Nove – Ospedale – Celestia – Bacini – San Pietro di Castello – Lido (Santa Maria Elisabetta) (Csak ebben az irányban) |
| 2015 – ma   | 5.1         | Lido (Santa Maria Elisabetta) – San Pietro di Castello – Bacini – Celestia – Ospedale – Fondamente Nove – Orto – San Alvise – Tre Archi – Guglie – Riva di Biasio – Ferrovia (Santa Lucia) – Piazzale Roma (Parisi) – Santa Marta – San Basilio / Giudecca-Palanca – Zattere – Spirito Santo – San Zaccharia (Danieli) – Giardini Biennale – Sant’Elena – Lido (Santa Maria Elisabetta) (Csak ebben az irányban) |
| 2015 – ma   | 5.2         | Lido (Santa Maria Elisabetta) – Sant’Elena – Giardini Biennale – San Zaccharia (Jolanda) – Spirito Santo – Zattere – Giudecca-Palanca / San Basilio – Santa Marta – Piazzale Roma (San Andrea) – Ferrovia (Bar Roma) – Riva di Biasio – Guglie – Tre Archi – San Alvise – Orto – Fondamente Nove – Ospedale – Celestia – Bacini - Arsenale Nord – San Pietro di Castello – Lido (Santa Maria Elisabetta) (Csak ebben az irányban) |

## Megállóhelyei
| sz. | idő (perc) | megállóhely neve                   | átszállási kapcsolatok                                                                                        | látnivalók                                      |
| --- | ---------- | ---------------------------------- | --- | ----------------------------------------------- |
| 0   | 0          | Lido, Santa Maria Elisabetta       | 1, 2, 5.1, 6, 8, 10, 14, 18, N, Alilaguna B, Alilaguna R, Alilaguna V; Lido buszok: 11, A, B, C, N, V         | Santa Maria Elisabetta                          |
| 1   | 5          | Sant’Elena                         | 1, 4.1, 4.2, 5.1, 6, N                                                                                        | Sant'Elena                                      |
| 2   | 9          | Giardini Biennale                  | 1, 2, 4.1, 4.2, 5.1, 6, 8, N                                                                                  | Giardini Biennale                               |
| 3   | 16         | San Marco – San Zaccaria (Jolanda) | 1, 2, 4.1, 4.2, 5.1, 7, 14, 15, 19, 20, N, Alilaguna B, Brighella, Colombina, Carnevale all’Arsenale          | Szent Márk tér, Dózse-palota, San Zaccaria      |
| 4   | 21         | Spirito Santo                      | 5.1 |                                                 |
| 5   | 24         | Zattere                            | 2, 5.1, 6, 8, 10, Circolare LineafusinA / 16, N, Alilaguna B, Alilaguna V, Carnevale all’Arsenale, Pantallone | Zattere, Gesuati, Santa Maria della Visitazione |
| 6   | 27         | Giudecca-Palanca                   | 2, 4.1, 4.2, 5.1, 8, N                                                                                        |                                                 |
| 6   | 28         | San Basilio                        | 2, 5.1, 8, N                                                                                                  | San Basilio                                     |
| 7   | 32         | Santa Marta                        | 4.1, 4.2, 5.1                                                                                                 | (nemzetközi kikötő), Santa Marta                |
| 8   | 36         | Piazzale Roma (San Andrea)         | 1, 2, 3, 4.1, 4.2, 5.1, 6, N, Arlecchino, Brighella, Pantallone, mestrei buszok, People Mover di Venezia      |                                                 |
| 9   | 42         | Ferrovia (Bar Roma)                | 1, 2, 3, 4.1, 4.2, 5.1, N, Arlecchino, Brighella, Pantallone, Olasz Államvasutak                              | Scalzi                                          |
| 10  | 44         | Riva de Biasio                     | 1, 5.1, N | Palazzo Donà Balbit                             |
| 11  | 46         | Guglie                             | 4.1, 4.2, 5.1, Alilaguna A                                                                                    | Ghetto                                          |
| 12  | 50         | Tre Archi                          | 5.1, 22 | Ghetto                                          |
| 13  | 55         | San Alvise                         | 4.1, 4.2, 5.1                                                                                                 | San Alvise, Ospedale Psichiatrico               |
| 14  | 57         | Orto                               | 4.1, 4.2, 5.1, Alilaguna A                                                                                    | Madonna dell'Orto                               |
| 15  | 63         | Fondamente Nove                    | 4.1, 4.2, 5.1, 12, 13, 22, M-LN, N-M, Alilaguna A, Alilaguna B, Alilaguna G                                   | Gesuiti                                         |
| 16  | 69         | Ospedale                           | 4.1, 4.2, 5.1, 22, Alilaguna B                                                                                | Santi Giovanni e Paolo, Ospedale Civile         |
| 17  | 71         | Celestia                           | 4.1, 4.2, 5.1                                                                                                 | San Francesco della Vigna                       |
| 18  | 73         | Bacini – Arsenale Nord             | 4.1, 4.2, 5.1, 22, Alilaguna B                                                                                |                                                 |
| 19  | 81         | San Pietro di Castello             | 4.1, 4.2, 5.1                                                                                                 | San Pietro                                      |
| 20  | 92         | Lido, Santa Maria Elisabetta       | 1, 2, 5.1, 6, 8, 10, 14, 18, N, Alilaguna B, Alilaguna R, Alilaguna V; Lido buszok: 11, A, B, C, N, V         | Santa Maria Elisabetta                          |